# Guenzet
Guenzet (em árabe: ڨنزات) é uma comuna localizada na província de Sétif, Argélia. Sua população estimada em 2008 era de 3 541 habitantes.